# Liste des abbayes, prieurés et couvents en Picardie
Cet article recense les monastères : abbayes, prieurés et couvents des trois départements de l'Aisne, de l'Oise et de la Somme, diocèses d'Amiens, Beauvais et Soissons qui ont existé ou qui sont toujours en activité.

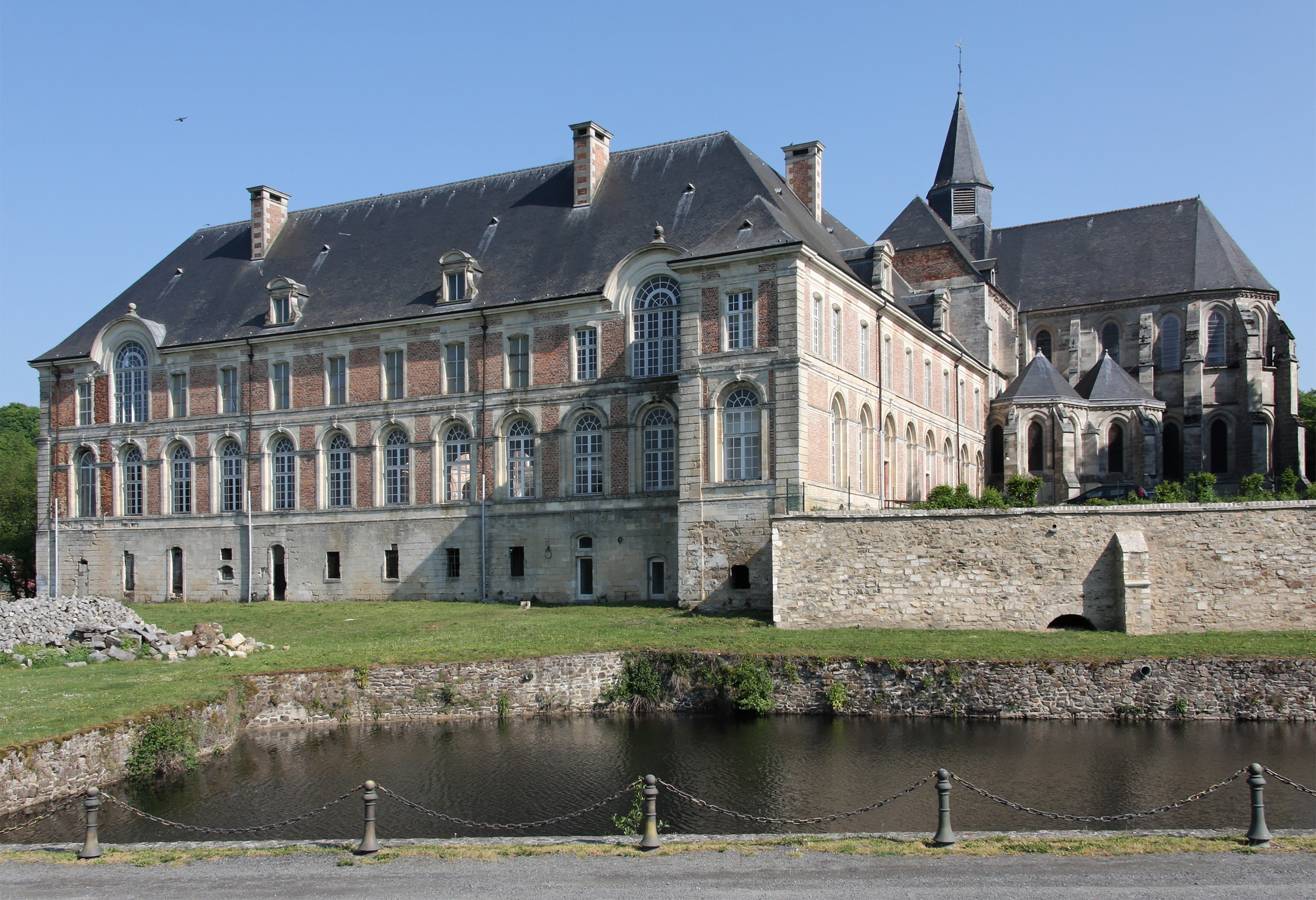
Abbaye de Saint-Michel-en-Thiérache.

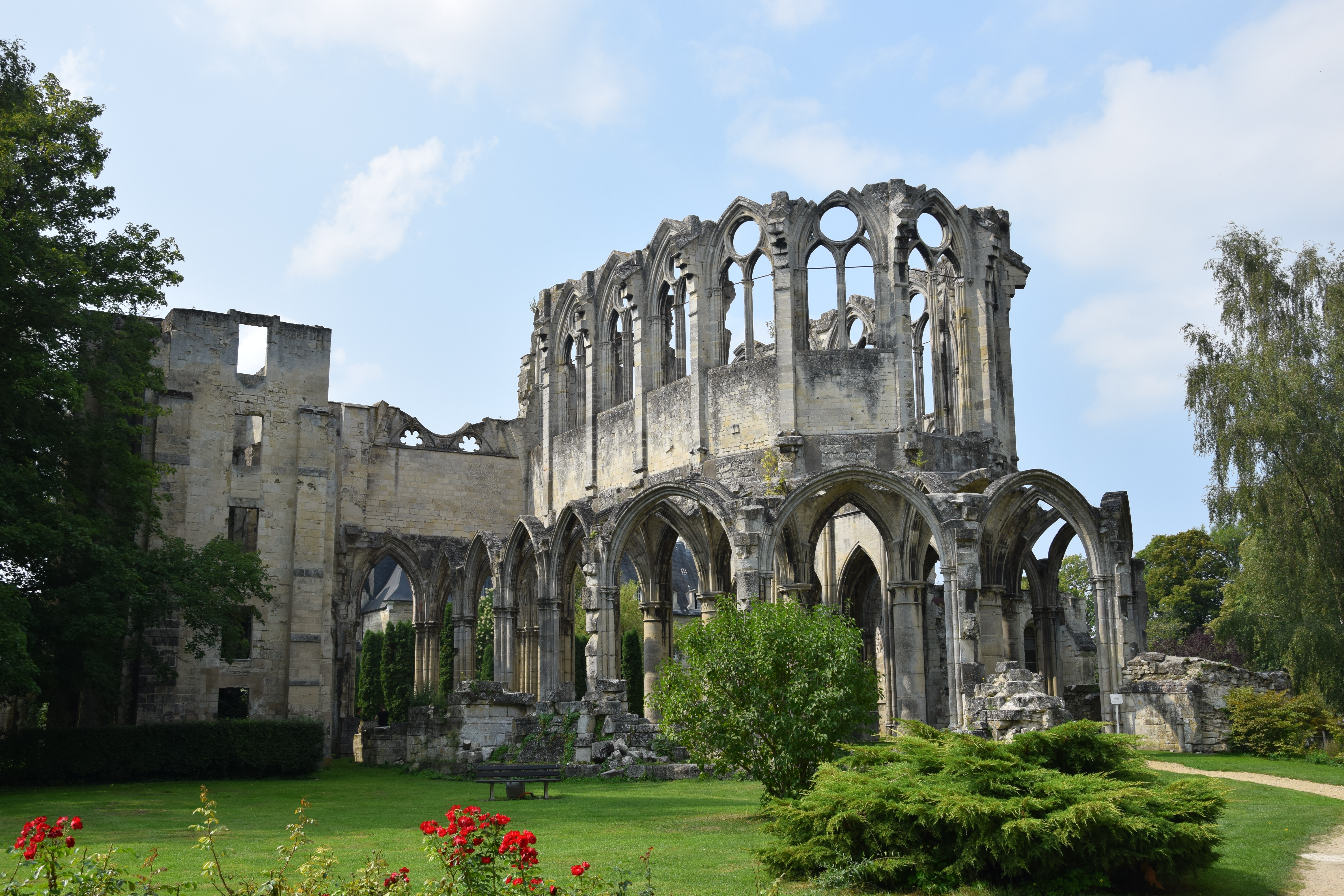
Abbaye d'Ourscamp.

## Département de l'Aisne (diocèse de Soissons)
F = monastère de femmes
H = monastère d'hommes

### Ordre de Saint-Benoît
| Abbaye ou prieuré                      |       | lieu                       | congrégation                                  | fondation               | état actuel                                     | commentaire |
| -------------------------------------- | ----- | -------------------------- | --------------------------------------------- | ----------------------- | ----------------------------------------------- | --- |
| Monastère de Barisis-aux-Bois          | H     | Barisis-aux-Bois           | abbaye de Saint-Amand                         | 661                     | désaffecté                                      | |
| Abbaye Saint-Pierre de Chézy           | H     | Chézy-sur-Marne            | Congrégation de Saint-Maur                    | VIIIe siècle            |                                                 | |
| Abbaye de Coincy                       | H     | Coincy                     | Ordre de Cluny                                | 1072                    |                                                 | |
| Prieuré Saint-Marcoul                  | H     | Corbeny                    | rattaché à Abbaye Saint-Remi de Reims         | 907                     | totalement détruit                              | Contenait les reliques de saint Marcoul qui donnaient aux rois de France leurs pouvoirs thaumaturges. |
| Abbaye de Nogent-sous-Coucy            | H     | Coucy-le-Château-Auffrique | Congrégation de Saint-Maur                    | 1059                    | détruite                                        | |
| Abbaye du Calvaire                     | F     | La Fère                    |                                               | 1518 ? Voir commentaire | détruite lors du siège de la ville en 1595-1596 | 1538 selon "Notice historique sur l'ancien diocèse de Laon.." M. Melleville Paris 1884 page 17. 1558 selon "Le Moyen Âge dans l'Aisne" chap. "Le siège de La Fère par Henri IV en image" E. Thierry Fédération des Sociétés d'Histoire et d'Archéologie de l'Aisne 2016 page 124. |
| Abbaye de Fesmy                        | H     | Fesmy-le-Sart              |                                               | 1080                    | supprimée en 1782                               | |
| Abbaye Notre-Dame                      | F / H | Homblières                 |                                               | 650                     | détruite                                        | |
| Abbaye Saint-Vincent                   | H     | Laon                       | Congrégation de Saint-Maur                    | 580                     | détruite par incendie                           | Rachat par la ville - projet de reconversion non abouti en 2020 (incendie de 2008) |
| Abbaye Saint-Jean                      | F     | Laon                       |                                               | 641                     | désaffectée                                     | siège du Conseil départemental de l'Aisne |
| Abbaye d'Origny                        | F     | Origny-Sainte-Benoite      |                                               | IXe siècle              | détruite                                        | |
| Prieuré de Quierzy                     | H     | Quierzy                    | Ordre de Cluny                                |                         | en ruine                                        | |
| Abbaye Saint-Nicolas-des-Prés          | H     | Ribemont                   | Congrégation de Saint-Maur                    | 1083                    | partiellement détruite                          | abrita une entreprise de textile |
| Abbaye de Saint-Michel                 | H     | Saint-Michel               | Congrégation de Saint-Vanne et Saint-Hydulphe | 683                     | désaffectée                                     | centre culturel |
| Abbaye de Saint-Nicolas-aux-Bois       | F / H | Saint-Nicolas-aux-Bois     | Congrégation de Saint-Maur                    | 1080                    | détruite                                        | |
| Abbaye du Tortoir                      | H     | Saint-Nicolas-aux-Bois     |                                               | 1080                    | désaffectée                                     | transformée en exploitation agricole |
| Abbaye Saint-Prix                      | H     | Saint-Quentin              |                                               | ~800                    | détruite                                        | |
| Abbaye de Saint-Quentin-en-l'Isle,     | H     | Saint-Quentin              | Congrégation de Saint-Maur                    | 500 / 965               | détruite                                        | |
| Abbaye Notre-Dame                      | F     | Soissons                   |                                               | 660                     | partiellement ruinée                            | |
| Abbaye Saint-Crépin-le-Grand           | H     | Soissons                   | Congrégation de Saint-Maur                    | vers 560                |                                                 | |
| Abbaye Saint-Médard                    | H     | Soissons                   | Congrégation de Saint-Maur                    | VIe siècle              | désaffectée                                     | |
| Prieuré Saint-Georges                  | H     | Villers-Cotterêts          |                                               | VIIe siècle             | détruite                                        | |
| Abbaye Saint-Rémy de Villers-Cotterêts | F     | Villers-Cotterêts          |                                               | 1632                    | détruite                                        | |
| Prieuré Sainte-Léocade de Vic          | F     | Vic-sur-Aisne              |                                               |                         |                                                 | |

### Ordre cistercien
| Abbaye ou prieuré              |   | lieu                         | congrégation                                                 | fondation    | état actuel               | commentaire                                                                                         |
| ------------------------------ | - | ---------------------------- | ------------------------------------------------------------ | ------------ | ------------------------- | --------------------------------------------------------------------------------------------------- |
| Abbaye de Vauclair             | H | Bouconville-Vauclair         | Fille de l'abbaye de Clairvaux                               | 1134         | en ruine                  | ouverte à la visite                                                                                 |
| Abbaye de Foigny               | H | La Bouteille                 | Fille de l'abbaye de Clairvaux                               | 1121         | détruite en grande partie | |
| Abbaye Notre-Dame de Fervaques | F | Fonsommes puis Saint-Quentin | Fille de l'abbaye de Clairvaux                               | 1140         | désaffectée               | transformée aujourd'hui en exploitation agricole (Fonsomme) et en palais de justice (Saint-Quentin) |
| Abbaye du Sauvoir              | F | Laon                         |                                                              | 1220         |                           | |
| Abbaye Notre-Dame de Longpont  | H | Longpont                     | Fille de l'abbaye de Clairvaux                               | XIIe siècle  | en ruine                  | |
| Abbaye de Montreuil-les-Dames  | F | Rocquigny puis Laon          | Fille de l' Abbaye Notre-Dame de Tart                        | 1126 ou 1136 |                           | |
| Abbaye de Bohéries             | H | Vadencourt                   | Fille de l'Abbaye de Foigny, lignée de l'abbaye de Clairvaux | 1141         |                           | |

### Ordres de chanoines réguliers
| Abbaye ou prieuré                 |       | lieu                                 | congrégation                                    | fondation         | état actuel          | commentaire                                     |
| --------------------------------- | ----- | ------------------------------------ | ----------------------------------------------- | ----------------- | -------------------- | ----------------------------------------------- |
| Abbaye de Braine                  | H     | Braine                               | Ordre de Prémontré                              | 1130              |                      |                                                 |
| Abbaye de Val-Secret              | H     | Brasles                              | Ordre de Prémontré                              | 1133              |                      |                                                 |
| Abbaye du Val-Chrétien            | H     | Bruyères-sur-Fère                    | Ordre de Prémontré                              | 1134              |                      |                                                 |
| Abbaye de Bucilly                 | H     | Bucilly                              | Ordre de Prémontré                              | 1148              |                      |                                                 |
| Abbaye Notre-Dame de La Barre     | F     | Château-Thierry                      | Ordre des chanoines réguliers de saint Augustin | 1235              |                      | abbaye fermée en 1745.                          |
| Abbaye de Chauny                  | H     | Chauny                               | Ordre des chanoines réguliers de saint Augustin | 1130              |                      |                                                 |
| Abbaye de Chartreuve              | H     | Chéry-Chartreuve                     | Ordre de Prémontré                              | 1226              |                      |                                                 |
| Abbaye de Clairfontaine           | H     | Clairfontaine puis Villers-Cotterêts | Ordre de Prémontré                              | XIIe siècle       |                      |                                                 |
| Abbaye Notre-Dame de Valsery      | H     | Cœuvres-et-Valsery                   | Ordre de Prémontré                              | 1122              |                      |                                                 |
| Abbaye de Saint-Éloi-Fontaine     | H     | Chauny puis Commenchon               | Congrégation d'Arrouaise                        | avant 1130        | détruite             |                                                 |
| Abbaye de Cuissy                  | H     | Cuissy-et-Geny                       | Ordre de Prémontré                              | 1122              |                      |                                                 |
| Abbaye d'Essômes                  | H     | Essômes-sur-Marne                    | chanoines génovéfains                           | 1090              |                      |                                                 |
| Abbaye du Mont-Saint-Martin       | H     | Gouy                                 | Ordre de Prémontré                              | 1136              |                      |                                                 |
| Abbaye Saint-Martin               | H     | Laon                                 | Ordre de Prémontré                              | 1124              |                      |                                                 |
| Abbaye de Prémontré               | H     | Prémontré                            | Ordre de Prémontré (abbaye chef d'ordre)        | 1120              |                      |                                                 |
| Abbaye Saint-Crépin-en-Chaye      | H     | Soissons                             | chanoines génovéfains                           | 1131              |                      |                                                 |
| Abbaye Saint-Jean-des-Vignes      | H     | Soissons                             | chanoines joannistes (abbaye chef d'ordre)      | 1076              | partiellement ruinée | ouverte à la visite                             |
| Abbaye Saint-Léger                | H     | Soissons                             | Congrégation d'Arrouaise                        | 1139              | partiellement ruinée |                                                 |
| Abbaye Saint-Étienne              | M / F | Soissons                             | Chanoines réguliers de Saint Victor             | 1170 1228         |                      | devient l'abbaye Saint-Paul de Soissons en 1617 |
| Abbaye Saint-Paul                 | F     | Soissons                             |                                                 | 1617              |                      |                                                 |
| Abbaye de Thenailles              | H     | Thenailles                           | Ordre de Prémontré                              | 1130              |                      |                                                 |
| Abbaye de Vermand                 | H     | Vermand                              | Ordre de Prémontré                              | 1144              |                      |                                                 |
| Abbaye Sainte-Élisabeth de Genlis | H     | Villequier-Aumont                    | Ordre de Prémontré                              | 1495              |                      |                                                 |
| Prieuré Saint-Jean                | H     | Hannapes                             | Ordre de Prémontré                              | début XIIe siècle |                      |                                                 |

### Ordres franciscains
| Abbaye ou prieuré         |   | lieu            | congrégation                      | fondation          | état actuel | commentaire                           |
| ------------------------- | - | --------------- | --------------------------------- | ------------------ | ----------- | ------------------------------------- |
| Couvent des Capucins      | H | Château-Thierry | Ordre des Frères mineurs capucins | 1623               |             | reconverti en lycée                   |
| Abbaye de Clarisses       | F | Chauny          | Ordre des Clarisses               | 1480               |             |                                       |
| Abbaye de Nogent-l'Artaud | F | Nogent-l'Artaud | Ordre des Clarisses               | 1299               | en ruine    |                                       |
| Couvent des Clarisses     | F | Vermand         | Ordre des Clarisses               | 1985               | en activité |                                       |
| Couvent des Cordeliers    | H | Château-Thierry | Ordre des Franciscains            | 1489               | désaffecté  | reconverti en bibliothèque municipale |
| Couvent des Cordeliers    | H | Saint-Quentin   | Ordre des Franciscains            | début XIIIe siècle | détruit     |                                       |
| Couvent des Minimes       | H | Château-Thierry | Ordre des Minimes                 | 1607               |             |                                       |
| Couvent des Minimes       | F | Chauny          | Ordre des Minimes                 | 1618               | détruit     |                                       |
| Couvent de Minimes        | H | Guise           | Ordre des Minimes                 | 1610               |             |                                       |
| Couvent ds Minimes        | H | Laon            | Ordre des Minimes                 | 1610               | désaffecté  |                                       |

### Autres ordres monastiques
| Abbaye ou prieuré                 |   | lieu                     | congrégation          | fondation | état actuel       | commentaire                                        |
| --------------------------------- | - | ------------------------ | --------------------- | --------- | ----------------- | -------------------------------------------------- |
| Chartreuse du Val-Saint-Pierre    | H | Braye-en-Thiérache       | Ordre des Chartreux   | 1140      |                   |                                                    |
| Abbaye de Cerfroid                | H | Brumetz                  | Ordre des Trinitaires | vers 1198 |                   |                                                    |
| Couvent des Feuillants            | H | Blérancourt              | Ordre des Feuillants  |           | détruit           |                                                    |
| Prieuré de Longpré                | F | Haramont                 | Ordre de Fontevraud   | 1180      | détruit en partie | bâtiment restauré, parc paysagé ouvert à la visite |
| Prieuré du Charme                 | F | Grisolles                | Ordre de Fontevraud   | 1098      | -                 | transformé en exploitation agricole                |
| Abbaye Saint-Médard               | H | Soucy                    | Ordre des Guillemites |           |                   |                                                    |
| Abbaye de Villeneuve-lès-Soissons | H | Villeneuve-Saint-Germain | Ordre des Célestins   | 1390      |                   |                                                    |
| Chartreuse de Bourgfontaine       | H | Villers-Cotterêts        | Ordre des Chartreux   | 1323      |                   |                                                    |

## Département de l'Oise (diocèse de Beauvais)
F = monastère de femmes
H = monastère d'hommes

### Ordre de Saint-Benoît
| Abbaye ou prieuré                     |   | lieu                 | congrégation                                               | fondation         | état actuel                          | commentaire                                                                                                 |
| ------------------------------------- | - | -------------------- | ---------------------------------------------------------- | ----------------- | ------------------------------------ | --- |
| Prieuré de la Trinité du Fay          | H | Amblainville         | Abbaye Saint-Martin de Pontoise Congrégation de Saint-Maur | XIIe siècle       | désaffecté                           | |
| Abbaye Saint-Lucien                   | H | Beauvais             | Congrégation de Saint-Maur                                 | 585               | détruite                             | subsistent un fragment de l'ancien mur d'enceinte et la porte d'entrée principale                           |
| Abbaye Saint-Symphorien               | H | Beauvais             |                                                            | 1035              | détruite                             | |
| Prieuré Saint-Nicolas                 | H | Bonneuil-les-Eaux    |                                                            | début XIIe siècle | désaffecté et en grande partie ruiné | |
| Abbaye Notre-Dame                     | H | Breteuil-sur-Noye    | Congrégation de Saint-Maur                                 | 1035              | désaffectée                          | subsiste l'ancienne chapelle, le logis abbatial, le bâtiment conventuel du XVIIIe siècle, le mur de clôture |
| Prieuré Saint-Pierre et Saint-Nicolas | H | Brétigny             | Ordre de Cluny                                             |                   |                                      | |
| Prieuré Saint-Étienne                 | H | Choisy-au-Bac        | Couvent des Bénédictins anglais de Paris                   |                   | détruit                              | |
| Abbaye Saint-Corneille                | H | Compiègne            | Congrégation de Saint-Maur                                 | 876               | détruite en grande partie            | le cloître accueille aujourd'hui la bibliothèque municipale                                                 |
| Abbaye de Royallieu                   | F | Compiègne            |                                                            | 1634              | désaffectée                          | |
| Prieuré Saint-Nicolas d'Acy           | H | Courteuil            | Ordre de Cluny                                             | 1098              |                                      | |
| Prieuré Saint-Arnould                 | H | Crépy-en-Valois      | Ordre de Cluny                                             | 1076              | désaffectée                          | mise en valeur des ruines et des bâtiments subsistants                                                      |
| Prieuré Saint-Christophe-en-Halatte   | H | Fleurines            | Ordre de Cluny                                             | 1083              |                                      | |
| Prieuré Saint-Léonard                 | H | Montataire           | Congrégation de Saint-Maur                                 |                   | détruit                              | |
| Abbaye Notre-Dame de Morienval        | F | Morienval            |                                                            | ~860              | bâtiments conventuels détruits       | subsiste l'église abbatiale                                                                                 |
| Prieuré Saint-Nicolas de Courson      | H | Morienval            | Ordre de Cluny                                             |                   |                                      | |
| Abbaye Saint-Eloi                     | H | Noyon                |                                                            | 645               | détruit                              | |
| Prieuré de la Verrue                  | H | Pimprez              |                                                            | XIVe siècle       | désaffecté                           | vestiges de la chapelle, pigeonnier                                                                         |
| Prieuré de Saint-Arnoult              | H | Saint-Arnoult        |                                                            | XVe siècle        |                                      | |
| Abbaye Saint-Germer-de-Fly            | H | Saint-Germer-de-Fly  | Congrégation de Saint-Maur                                 | VIIe siècle       | désaffectée                          | |
| Abbaye de Saint-Jean-aux-Bois         | F | Saint-Jean-aux-Bois  |                                                            | 1152              | désaffectée                          | devint un prieuré de chanoines réguliers en 1634                                                            |
| Prieuré de Saint-Leu-d'Esserent       | H | Saint-Leu-d'Esserent | Ordre de Cluny                                             |                   | désaffectée                          | |
| Abbaye Saint-Paul                     | F | Saint-Paul           |                                                            | 1036              | en partie détruite                   | ouverte à la visite                                                                                         |

### Ordre cistercien
| Abbaye ou prieuré                   |   | lieu                | congrégation                                                                          | fondation   | état actuel                                               | commentaire                                     |
| ----------------------------------- | - | ------------------- | ------------------------------------------------------------------------------------- | ----------- | --------------------------------------------------------- | ----------------------------------------------- |
| Abbaye de Beaupré                   | H | Achy                | Fille de l'abbaye d'Ourscamp, lignée de l'abbaye de Clairvaux                         | 1135        | en grande partie détruite                                 |                                                 |
| Abbaye Notre-Dame du Parc-aux-Dames | F | Auger-Saint-Vincent |                                                                                       | 1205        | en ruine                                                  |                                                 |
| Abbaye Notre-Dame d'Ourscamp        | H | Chiry-Ourscamp      | Fille de l' abbaye de Clairvaux                                                       | 1129        | église en ruine, infirmerie et logis abbatial conservés   | en activité                                     |
| Abbaye de Chaalis                   | H | Fontaine-Chaalis    | Fille de l'abbaye de Pontigny                                                         | 1100        | église en ruine, bâtiments conventuels en partie conservé | accueille aujourd'hui le musée Jacquemart-André |
| Abbaye de Froidmont                 | H | Hermes              | Fille de l'abbaye d'Ourscamp, lignée de l'abbaye de Clairvaux                         | 1134        | conservés : grange, communs, colombier, mur d'enceinte    |                                                 |
| Abbaye de Monchy-Humières           | F | Monchy-Humières     |                                                                                       | 1238        |                                                           |                                                 |
| Abbaye Notre-Dame                   | F | Ognolles puis Paris | Fille de l'Abbaye de Clairvaux                                                        | 1202        | détruite                                                  |                                                 |
| Abbaye de Lannoy                    | H | Roy-Boissy          | Fille de l'Abbaye de Beaubec, Congrégation de Savigny lignée de l'abbaye de Clairvaux | 1135 / 1147 | désaffectée                                               |                                                 |
| Abbaye de Gomerfontaine             | F | Trie-la-Ville       | Fille de l'Abbaye du Lieu-Dieu                                                        | 1209        | détruite en grande partie                                 | transformée en exploitation agricole            |

### Ordres de chanoines réguliers
| Abbaye ou prieuré                  |   | lieu                   | congrégation                     | fondation | état actuel                      | commentaire                             |
| ---------------------------------- | - | ---------------------- | -------------------------------- | --------- | -------------------------------- | --------------------------------------- |
| Abbaye de Marcheroux               | H | Beaumont-les-Nonains   | Ordre de Prémontré               | 1122      | désaffecté et en partie détruite |                                         |
| Abbaye Saint-Quentin               | H | Beauvais               | chanoines génovéfains            | 1067      | désaffectée                      | abrite la préfecture de l'Oise          |
| Abbaye de Penthemont               | F | Beauvais puis Paris    |                                  | 1217      | désaffectée                      | église transformée en temple protestant |
| Abbaye Notre-Dame de Lieu-Restauré | H | Bonneuil-en-Valois     | Ordre de Prémontré               |           | désaffectée                      |                                         |
| Prieuré Sainte-Geneviève           | H | Borest                 | chanoines génovéfains            |           |                                  |                                         |
| Prieuré de Bellefontaine           | H | Nampcel                | Abbaye Saint-Barthélémy de Noyon | 1125      | désaffecté                       |                                         |
| Abbaye Saint-Barthélémy            | H | Noyon                  | Abbaye Saint-Victor de Paris     | 1064      |                                  |                                         |
| Abbaye de Ressons                  | H | Ressons-l'Abbaye       | Ordre de Prémontré               | 1158      |                                  |                                         |
| Prieuré Saint-Victor de Bray       | H | Rully                  | abbaye Saint-Victor de Paris     | 1059      |                                  |                                         |
| Abbaye de Saint-Martin-aux-Bois    | H | Saint-Martin-aux-Bois  | chanoines génovéfains            | 1180      | désaffecté                       | église ouverte à la visite              |
| Prieuré Saint-Maurice              | H | Senlis                 |                                  | 1264      | désaffectée                      | ouvert à la visite                      |
| Abbaye Saint-Vincent               | H | Senlis                 | chanoines génovéfains            | 1138      |                                  |                                         |
| Abbaye Notre-Dame de la Victoire   | H | Senlis                 | Abbaye Saint-Victor de Paris     | 1222      |                                  |                                         |
| Abbaye Sainte-Périne               | F | Saint-Jean-aux-Bois    |                                  |           |                                  |                                         |
| Abbaye Saint-Just-en-Chaussée      | H | Saint-Just-en-Chaussée | Ordre de Prémontré               | 1107      | détruite                         |                                         |

### Ordres franciscains
| Abbaye ou prieuré                    |   | lieu               | congrégation                      | fondation | état actuel                     | commentaire                                                |
| ------------------------------------ | - | ------------------ | --------------------------------- | --------- | ------------------------------- | ---------------------------------------------------------- |
| Couvent des Cordeliers               | H | Beauvais           | Ordre des Franciscains            | 1225      | détruit                         |                                                            |
| Couvent des Capucins                 | H | Beauvais           | Ordre des Frères mineurs capucins | 1603      | détruit                         |                                                            |
| Couvent des Minimes                  | H | Beauvais           | Ordre des Minimes                 | 1617      | détruit                         |                                                            |
| Couvent des Minimes                  | H | Compiègne          | Ordre des Minimes                 | 1610      | désaffecté                      | église Saint-Pierre devenue lieu d'expositions artistiques |
| Couvent des sœurs grises             | F | Beauvais           | Tiers-Ordre franciscain           | 1480      | détruit                         |                                                            |
| Couvent de Notre-Dame de La Garde    | H | La Neuville-en-Hez | Ordre des Franciscains            | 1470      | désaffecté et en partie détruit |                                                            |
| Abbaye Saint-Jean-Baptiste du Moncel | F | Pontpoint          | Ordre des Clarisses               | 1309      | désaffectée                     | bâtiments ouverts à la visite                              |

### Autres ordres monastiques
| Abbaye ou prieuré                      |     | lieu                  | congrégation           | fondation           | état actuel                                          | commentaire                                           |
| -------------------------------------- | --- | --------------------- | ---------------------- | ------------------- | ---------------------------------------------------- | ----------------------------------------------------- |
| Carmel de Beauvais                     | F   | Beauvais              | Ordre du Carmel        | 1892                | désaffecté en 2017                                   |                                                       |
| Couvent des Jacobins                   | H   | Beauvais              | Ordre des Dominicains  | milieu XIIIe siècle | désaffecté                                           | Accueille aujourd'hui un lycée professionnel          |
| Carmel de Compiègne                    | F   | Jonquières            | Ordre du Carmel        | 1641                | en activité, couvent délocalisé à Jonquières en 1992 | Souvenir des Carmélites de Compiègne martyres en 1794 |
| Prieuré de Wariville                   | F   | Litz                  | Ordre de Fontevraud    | 1134                | désaffecté et en partie détruit                      | bâtiments transformés en exploitation agricole        |
| Prieuré de Collinances                 | F/H | Thury-en-Valois       | Ordre de Fontevraud    | 1134                | en ruine                                             |                                                       |
| Chartreuse de Mont-Saint-Louis         | H   | Passel                | Ordre des Chartreux    | XIVe siècle         | détruite                                             |                                                       |
| Abbaye Sainte-Croix                    | H   | Saint-Crépin-aux-Bois | Ordre des Célestins    | 1329                |                                                      |                                                       |
| Maison templière de la Verrue          | H   | Pimprez               | Ordre des Templiers    | XIIIe siècle        | désaffectée                                          | vestiges de la chapelle, pigeonnier                   |
| Couvent des Trinitaires de Saint-André | H   | Clermont              | Ordre des Trinitaires  |                     | désaffecté                                           | Actuellement sous-préfecture                          |
| Couvent des Ursulines                  | F   | Clermont              | Ordre de Sainte-Ursule |                     | détruit                                              |                                                       |
| Couvent des Ursulines                  | F   | Crépy-en-Valois       | Ordre de Sainte-Ursule | 1620                | détruit                                              | Seul le portail d'entrée a été sauvegardé             |
| Couvent des Ursulines                  | F   | Noyon                 | Ordre de Sainte-Ursule | 1628                | détruit                                              |                                                       |

## Département de la Somme (diocèse d'Amiens)
F = monastère de femmes
H = monastère d'hommes

### Ordre de Saint-Benoît
| Abbaye ou prieuré                           |   | lieu                   | congrégation                                               | fondation         | état actuel | commentaire                                                                                                 |
| ------------------------------------------- | - | ---------------------- | ---------------------------------------------------------- | ----------------- | ----------- | --- |
| Prieuré Saint-Pierre-et-Saint-Paul          | H | Abbeville              | Ordre de Cluny                                             | 1100              | désaffecté  | Accueille aujourd'hui la bibliothèque municipale                                                            |
| Prieuré d'Airaines                          | H | Airaines               | Ordre de Cluny                                             | 1100              | désaffecté  | Accueille aujourd'hui des expositions artistiques                                                           |
| Prieuré Saint-Gervais et Saint-Protais      | H | Albert                 | Ordre de Cluny                                             | 1138              | détruit     | |
| Abbaye Notre-Dame de Berteaucourt-les-Dames | F | Berteaucourt-les-Dames |                                                            | 1094              | désaffectée | |
| Prieuré Saint-Ausbert                       | H | Boves                  | Ordre de Cluny                                             | XIIe siècle       | détruit     | Situé dans l'enceinte du château féodal (vestiges mis au jour lors de fouilles archéologiques).             |
| Prieuré de Cappy                            | H | Cappy                  | Ordre de Cluny                                             | 1086              | détruit     | |
| Abbaye Saint-Pierre de Corbie               | H | Corbie                 | Congrégation de Saint-Maur                                 | 657               | détruite    | Subsiste l'ancienne porte d'honneur et des vestiges lapidaires conservés au musée des Amis du Vieux Corbie. |
| Prieuré Notre-Dame d'Espérance              | H | Croixrault             | Congrégation Notre-Dame d'Espérance (prieuré chef d'ordre) | 1966              | en activité | |
| Prieuré Notre-Dame                          | H | Davenescourt           | Ordre de Cluny                                             | 1134              | détruit     | |
| Prieuré de Dompierre                        | H | Dompierre-sur-Authie   | Ordre de Cluny                                             |                   |             | |
| Abbaye Saint-Michel de Doullens             | F | Doullens               |                                                            | 1104              | détruite    | |
| Prieuré Saint-Sulpice                       | H | Doullens               |                                                            | début XIIe siècle | disparu     | Dépendant de l'abbaye d'Anchin jusqu'au XVIe siècle puis de l'abbaye de Corbie                              |
| Prieuré Saint-Taurin                        | H | L'Échelle-Saint-Aurin  | Ordre de Cluny                                             | 1064              | détruit     | |
| Prieuré de Méricourt-sur-Somme              | H | Étinehem-Méricourt     | Ordre de Cluny                                             |                   | détruit     | subsiste dans le village un oratoire dit « chapelle du prieuré » restauré en 1922.                          |
| Abbaye de Forest-Montiers                   | H | Forest-Montiers        |                                                            | 640               | détruite    | Subsiste le logis abbatial (propriété privée) et la ferme de l'abbaye (propriété privée).                   |
| Prieuré de Lihons-en-Santerre               | H | Lihons                 | Ordre de Cluny                                             |                   | détruit     | |
| Prieuré Saint-Pierre et Saint-Paul          | H | Marestmontiers         | Ordre de Cluny                                             |                   |             | Réuni, en 1739, au prieuré Notre-Dame de Montdidier                                                         |
| Prieuré Notre-Dame                          | H | Montdidier             | Ordre de Cluny                                             | 1130              | détruit     | « Le prieuré » est un bâtiment reconstruit dans l'entre-deux-guerres aujourd'hui hôtel des impôts           |
| Abbaye Saint-Vaast de Moreuil               | H | Moreuil                | Congrégation de Saint-Maur (1711)                          | 1109              | détruite    | |
| Abbaye du Mont Saint-Quentin                | H | Péronne                | Congrégation de Saint-Maur                                 | 660               | détruite    | |
| Abbaye de Saint-Fuscien                     | H | Saint-Fuscien          | Congrégation de Saint-Maur                                 |                   | détruite    | Subsiste le logis abbatial (propriété privée)                                                               |
| Abbaye de Saint-Riquier                     | H | Saint-Riquier          | Congrégation de Saint-Maur                                 | 645               | désaffectée | Centre culturel départemental                                                                               |
| Abbaye de Saint-Valery-sur-Somme            | H | Saint-Valery-sur-Somme | Congrégation de Saint-Maur                                 | ~615              | détruite    | Subsiste le palais abbatial et quelques ruines de l'église abbatiale (propriété privée).                    |

### Ordre cistercien
| Abbaye ou prieuré                |   | lieu                            | congrégation                                                     | fondation | état actuel           | commentaire                                        |
| -------------------------------- | - | ------------------------------- | ---------------------------------------------------------------- | --------- | --------------------- | -------------------------------------------------- |
| Abbaye Notre-Dame de Willencourt | F | Willencourt puis Abbeville      |                                                                  | 1201      | désaffectée           |                                                    |
| Abbaye de Valloires              | H | Argoules                        | Fille de l'abbaye de Cîteaux                                     | 1138      | désaffectée           | Accueille aujourd'hui des enfants en difficulté    |
| Abbaye du Lieu-Dieu              | H | Beauchamps                      | Fille de l'abbaye de Foucarmont, lignée de l'abbaye de Clairvaux | 1191      | désaffectée           | Accueille aujourd'hui un centre équestre           |
| Abbaye Notre-Dame de Biaches     | F | Biaches                         | Fille de l'abbaye de Cîteaux                                     | 1135      | détruite              |                                                    |
| Abbaye Notre-Dame du Paraclet    | F | Cottenchy puis Amiens           | Fille de l'abbaye de Cîteaux                                     | 1218      | détruite              |                                                    |
| Abbaye du Gard                   | H | Crouy-Saint-Pierre              | Fille de l'abbaye de Cherlieu, lignée de l'abbaye de Clairvaux   | 1137      | désaffectée, en ruine | Logis abbatial reconverti en logements de standing |
| Abbaye d'Épagne                  | F | Épagne-Épagnette puis Abbeville |                                                                  | 1178      | détruite              |                                                    |

### Ordres de chanoines réguliers
| Abbaye ou prieuré                |   | lieu              | congrégation                                            | fondation | état actuel                     | commentaire                                                     |
| -------------------------------- | - | ----------------- | ------------------------------------------------------- | --------- | ------------------------------- | --------------------------------------------------------------- |
| Abbaye de Saint-Acheul           | H | Amiens            | chanoines génovéfains                                   | 1124      | désaffectée                     | transformée aujourd'hui un établissement scolaire catholique    |
| Abbaye Saint-Jean-des-Prémontrés | H | Amiens            | Ordre de Prémontré                                      | 1124      | désaffectée                     | accueille aujourd'hui différents services de la ville d'Amiens  |
| Abbaye Saint-Martin-aux-Jumeaux  | H | Amiens            | chanoines génovéfains                                   | 1073      | détruite                        | à son emplacement a été construit le Palais de justice d'Amiens |
| Abbaye Notre-Dame de Séry        | H | Bouttencourt      | Ordre de Prémontré                                      | 1136      | désaffectée, en partie détruite | accueille aujourd'hui un centre de loisirs de la ville d'Amiens |
| Abbaye Notre-Dame de Ham         | H | Ham               | abbaye Saint-Victor de Paris puis chanoines génovéfains | 1108      | désaffectée                     | transformée aujourd'hui un établissement scolaire catholique    |
| Abbaye de Selincourt             | H | Hornoy-le-Bourg   | Ordre de Prémonté                                       | 1130      | détruite en grande partie       | transformée aujourd'hui en exploitation agricole                |
| Abbaye de Clairfay               | H | Varennes-en-Croix | Congrégation d'Arrouaise                                | 1138      | détruite                        | transformée aujourd'hui en exploitation agricole                |

### Ordres franciscains
| Abbaye ou prieuré        |   | lieu      | congrégation                      | fondation      | état actuel            | commentaire                                                   |
| ------------------------ | - | --------- | --------------------------------- | -------------- | ---------------------- | ------------------------------------------------------------- |
| Couvent des Capucins     | H | Amiens    | Ordre des Frères mineurs capucins | 1598           | détruit                |                                                               |
| Couvent des Capucins     | H | Péronne   | Ordre des Frères mineurs capucins | 1605           | détruit                |                                                               |
| Couvent des Clarisses    | F | Amiens    | ordre des Clarisses               | 1445           | désaffecté depuis 1978 | Couvent fondé par Colette de Corbie                           |
| Couvent des Clarisses    | F | Péronne   | ordre des Clarisses               | 1482           | détruit                |                                                               |
| Couvent des Cordeliers   | H | Amiens    | ordre des Franciscains            | 1233           | détruit                | espace de l'ancienne église conventuelle transformé en square |
| Couvent des Cordeliers   | H | Doullens  | ordre des Franciscains            | 1459           | détruit                |                                                               |
| Couvent des Cordeliers   | H | Péronne   | ordre des Franciscains            | 1222           | détruit en 1728        |                                                               |
| Couvent des Minimes      | F | Abbeville | Ordre des Minimes                 | fin XVe siècle | détruit                |                                                               |
| Couvent des Minimes      | H | Amiens    | Ordre des Minimes                 | fin XVe siècle | détruit                |                                                               |
| Couvent des Minimes      | H | Péronne   | Ordre des Minimes                 | 1610           | détruit                |                                                               |
| Couvent des Minimes      | H | Roye      | Ordre des Minimes                 | 1633           | détruit                |                                                               |
| Couvent des Sœurs grises | F | Amiens    | Tiers-ordre franciscain           | 1486           | détruit                | espace du cloître transformé en square                        |
| Couvent des sœurs grises | F | Roye      | Ordre de l'Annonciade             | 1480           | détruit                |                                                               |

### Autres ordres monastiques
| Abbaye ou prieuré                                |   | lieu                 | congrégation                                         | fondation | état actuel   | commentaire |
| ------------------------------------------------ | - | -------------------- | ---------------------------------------------------- | --------- | ------------- | --- |
| Carmel d'Abbeville                               | F | Abbeville            | Ordre du Carmel                                      | 1636      | désaffecté    | accueille aujourd'hui les services culturels de la ville d'Abbeville                                                    |
| Commanderie templière de Thuison                 | H | Abbeville            | Ordre du Temple                                      |           | détruite      | vendue en 1300 à l'évêque d'Amiens Guillaume de Mâcon                                                                   |
| Chartreuse Saint-Honoré de Thuison-lès-Abbeville | H | Abbeville            | Ordre des chartreux                                  | 1300      | détruite      | Seul subsiste aujourd'hui le portail monumental d’entrée                                                                |
| Abbaye Saint-Martin-aux-Jumeaux                  | H | Amiens               | Ordre des Célestins                                  | 1634      | détruit       | à son emplacement a été construit le Palais de justice d'Amiens                                                         |
| Couvent des Augustins                            | H | Amiens               |                                                      | 1301      | détruit       | |
| Couvent des Saints Apôtres Pierre et Paul        | H | Amiens               | Ordre des Dominicains (Jacobins)                     | 1246      | fermé en 1939 | |
| Couvent du Saint-Esprit                          | F | Amiens               | Ordre du Carmel                                      | 1606      | en activité   | couvent reconstruit en 1965.                                                                                            |
| Couvent des Carmes                               | H | Amiens               | Ordre des Carmes déchaux                             | 1654      | détruit       | |
| Couvent des Dames de Louvencourt                 | F | Amiens               | Société du Sacré-Cœur de Jésus                       | 1817      | fermé en 1904 | aujourd'hui, établissement d'enseignement privé catholique                                                              |
| Couvent des Feuillants                           | H | Amiens               | Ordre des Feuillants                                 | 1620      | Fermé en 1790 | Accueille aujourd'hui le Conseil départemental de la Somme                                                              |
| Couvent des Fidèles Compagnes de Jésus           | F | Amiens               | Fidèles compagnes de Jésus                           | 1820      | désaffecté    | reconverti en maison d'accueil pour sans abri                                                                           |
| Couvent des Jésuites                             | H | Amiens               | Compagnie de Jésus                                   | 1604      | détruit       | collège établi dans l'abbaye de Saint-Acheul en 1814                                                                    |
| Couvent des Oratoriens                           | H | Amiens               | Société de l'oratoire de Jésus                       | 1620      | désaffecté    | Actuellement établissement d'enseignement privé catholique                                                              |
| Couvent des Ursulines                            | F | Abbeville            | Ordre de Sainte-Ursule                               | 1613      | en ruine      | |
| Couvent des Ursulines                            | F | Amiens               | Ordre de Sainte-Ursule                               | 1614      | désaffecté    | bâtiments reconstruits et transformés en gendarmerie pour partie et en établissement scolaire catholique pour une autre |
| Couvent des Ursulines                            | F | Péronne              | Ordre de Sainte-Ursule                               | 1689      | détruit       | |
| Couvent du Bon Pasteur                           | F | Amiens               | Congrégation de Notre-Dame de Charité du Bon Pasteur | 1836      | désaffecté    | reconverti en centre culturel                                                                                           |
| Couvent de la Visitation-Sainte-Marie            | F | Amiens               | Ordre de la Visitation                               | 1839      | désaffecté    | accueille aujourd'hui les Archives départementales de la Somme                                                          |
| Prieuré de Moreaucourt                           | F | L'Étoile puis Amiens | Ordre de Fontevraud                                  | 1177      | en ruine      | Les ruines de Moréaucourt sont ouvertes à la visite                                                                     |
| Chartreuse de Notre-Dame du Gard                 | F | Crouy-Saint-Pierre   | Ordre des Chartreux                                  | 1871      | désaffectée   | moniales expulsées en 1906                                                                                              |